# Кауп (город)
Ка́уп (нем. Kaup, от курш.-лит. kaūpas — досл. «насыпная куча земли») или более вероятно от древнескандинавского Kaup - «торг»  — древний прусский (самбийский) торгово-ремесленный центр, существовавший в IX—X веках на севере Самбии в Восточной Пруссии. В эпоху викингов этот протогородской центр в прусском ареале был одним из отправных пунктов Янтарного пути от Балтийского к Средиземному морю.
Древний Кауп находился на берегу бухты Брокист на Куршской косе (у современного посёлка Моховое (Вискяутен) в Калининградской области). В переводе с языка древних скандинавов это название значит «торжище», «ярмарка». Основан Кауп был около 800 года, и соперничал за главенство в торговле с городом Трусо.
Могильник в лесном урочище Кауп был известен краеведам с 1865 года, а связанное с ним поселение было открыто в 1979 году  археологом В. И. Кулаковым, неподалёку от посёлка Моховое в Зеленоградском муниципальном районе Калининградской области Российской Федерации.

Датский хронист Саксон Грамматик так описывал события середины X века в окрестности Каупа: 
«Хакон, сын конунга Харальда, прозванного Синезубом, напал на сембов. Когда он увидел, что его воины ослабели от смертоносной битвы, он повелел предать огню вытащенные на суши корабли, тем самым устранив надежду на бегство. Битва оказалось победной для датского меча. Датчане поселились на Самбии, женились на жёнах павших пруссов и повели свою жизнь вместе с (бывшими) врагами».
Жизнь на торжище продолжалась после этого ещё полвека, пока оно не было уничтожено в 1016 году в результате нападения датского конунга Канута Великого.

## Этимология
Предположительно, урочище Кауп своим происхождением может быть связано или с прусским, или с древнегерманским (скандинавским) понятием «торговля». Наличие большого количества импортных вещей в погребениях могильника Кауп и соответствующего поселения прямо свидетельствует о торговле как об одном из важнейших (если не основном) видов занятий жителей Каупа. Таким образом, название урочища Кауп может быть отражением старого названия поселения эпохи викингов, сохранившегося (как и многие другие самбийские топонимы) на протяжении многих веков. Хорошим аналогом такого названия может являться имя города в Южной Норвегии Kaupangr, рядом с которым, близ поселка Skiringssal, также расположен известный в европейской археологии комплекс памятников эпохи викингов. Специалист по раннесредневековой истории скандинавов Аарон Яковлевич Гуревич писал: «Название Kaupangr, означающее «торговое место», «торжище», вообще носил ряд подобных пунктов обмена и городов Раннего Средневековья (ср. швед. köping и англ. ceaping)».